# 주더하이
주더하이(주덕해, 朱德海, 1911년 4월 3일 ~ 1972년 7월 3일)는 일제강점기의 사회주의 운동가로, 본명은 오기섭(吳基涉)이다. 중국공산당에 참여하여 동북항일연군으로 참전하였다. 해방 후에는 중화인민공화국의 정치인으로 활동하며 옌볜 조선족 자치주 주장 등을 역임하다가 문화대혁명 기간에 박해를 받았다.

## 생애

### 해방 이전
1911년 3월 5일 러시아 연해주 동쌍성자(東雙城子) 도별하촌(道別河村)의 농가에서 태어났다. 1920년 길림성으로 이주하여 1923년까지 공립 제14소학교에서 수학했다. 1927년 소학교 교장이자 조선공산당 당원이었던 김근으로부터 사회주의 사상을 받아들였다.
1931년 5월 중국공산당에 입당하였고 이후 지역 당직을 맡았다. 1935년 동북인민혁명군에 입대하였으나 병에 걸려 요양 생활을 했다. 1937년 모스크바 동방노력자공산대학에 입학해 1938년 여름에 졸업했다. 이후 1939년부터 옌안에서 팔로군 지도원으로 활동했다. 1943년 옌안 조선혁명군정학교 건립에 참여하여 교무위원, 총무처장을 맡았다.

### 해방 후

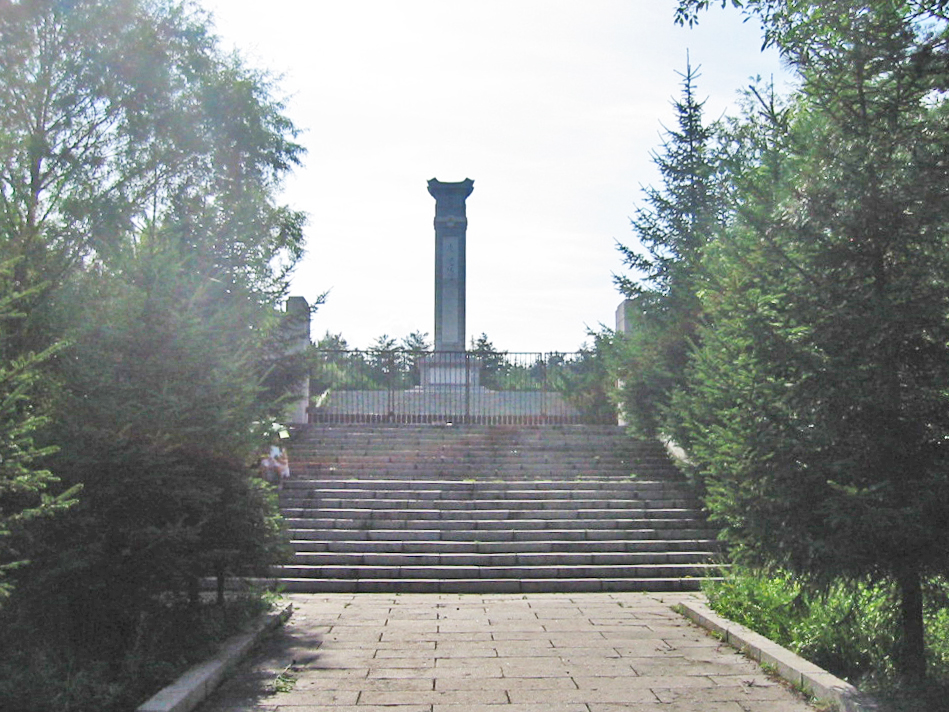
주덕해동지기념비(연길시)

1949년 3월 중공연변지위서기, 4월 연변대학 교장, 5월 연변공서전원을 겸임했고 1952년 9월 연변조선민족자치구 주석에 취임했다. 1954년 9월에 중공길림성당위 상무위원과 성정부 부성장 역임하고 1955년에 중공연변주당위 제1서기 겸 연변조선족자치주 주장으로 임명됐다. 1956년 9월 중국공산당 제8차 전국대표대회에서 중공중앙 후보위원으로 당선되었다.

### 죽음
주더하이는 문화대혁명 기간 중 마오위안신 등에 의해 지방민족주의분자, 북한의 특무(간첩)로 지목되어 박해를 받았으며, 옌볜을 떠나 1969년 10월 후베이성 53농장으로 전출되었다. 1972년 7월 3일 저녁 9시 10분에 병사하였다. 그의 유서에는 "저는 연변에 돌아가겠습니다" 한마디가 적혀있었다고 전해진다. 주더하이는 문화대혁명 종료 이듬해인 1978년 6월 20일에 복권되었다. 1986년 7월 3일 그의 서거 14돌을 맞아 연변조선족자치주 주도인 연길시 중심의 인민공원에는 후야오방의 지시로 20m 높이의 기념비가 세워졌다.